# Cepelos (Amarante)
Cepelos é uma povoação portuguesa do Município de Amarante que foi sede da extinta Freguesia de Cepelos, freguesia que tinha 3,65 km² de área e 1 758 habitantes (2011), e, por isso, uma densidade populacional de 481,6 hab./km².
A Freguesia de Cepelos foi extinta em 2013, no âmbito de uma reforma administrativa nacional, tendo sido agregada às freguesias de São Gonçalo, Madalena e Gatão, para formar uma nova freguesia denominada União das Freguesias de Amarante (São Gonçalo), Madalena, Cepelos e Gatão com sede em São Gonçalo.
Cepelos foi sede do antigo concelho de Gouveia (não confundir com o ainda existente concelho do distrito da Guarda).

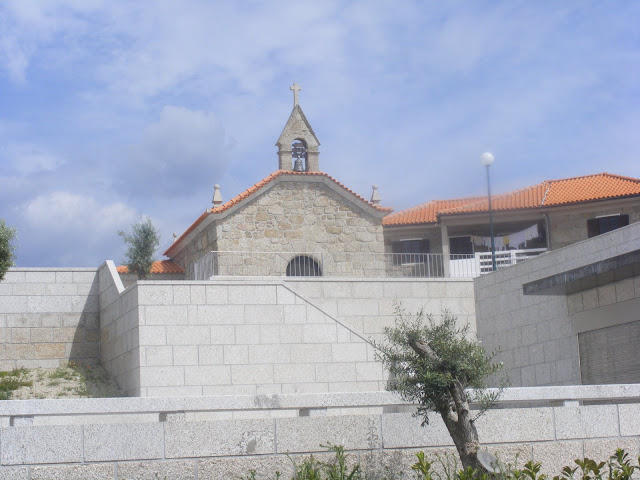
Fotografia da Igreja Matriz de Cepelos

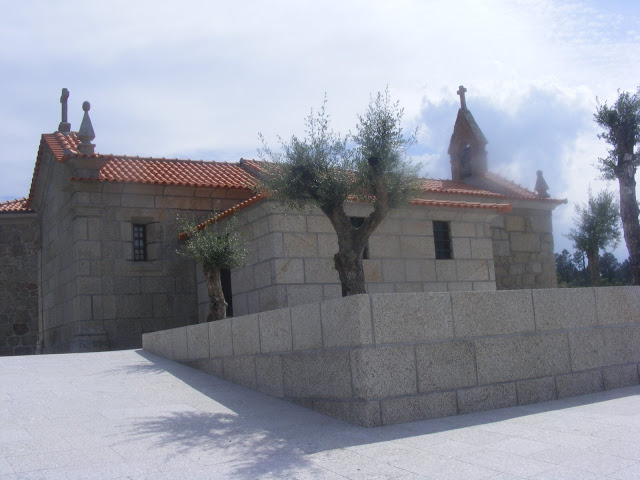
Fotografia da Igreja Matriz de Cepelos

## População
| População da freguesia de Cepelos | População da freguesia de Cepelos | População da freguesia de Cepelos | População da freguesia de Cepelos | População da freguesia de Cepelos | População da freguesia de Cepelos | População da freguesia de Cepelos | População da freguesia de Cepelos | População da freguesia de Cepelos | População da freguesia de Cepelos | População da freguesia de Cepelos | População da freguesia de Cepelos | População da freguesia de Cepelos | População da freguesia de Cepelos | População da freguesia de Cepelos |
| --------------------------------- | --------------------------------- | --------------------------------- | --------------------------------- | --------------------------------- | --------------------------------- | --------------------------------- | --------------------------------- | --------------------------------- | --------------------------------- | --------------------------------- | --------------------------------- | --------------------------------- | --------------------------------- | --------------------------------- |
| 1864                              | 1878                              | 1890                              | 1900                              | 1911                              | 1920                              | 1930                              | 1940                              | 1950                              | 1960                              | 1970                              | 1981                              | 1991                              | 2001                              | 2011                              |
| 675                               | 685                               | 769                               | 749                               | 747                               | 716                               | 728                               | 730                               | 961                               | 1 009                             | 1 114                             | 1 231                             | 1 376                             | 1 539                             | 1 758                             |

| Distribuição da População por Grupos Etários | Distribuição da População por Grupos Etários | Distribuição da População por Grupos Etários | Distribuição da População por Grupos Etários | Distribuição da População por Grupos Etários | Distribuição da População por Grupos Etários | Distribuição da População por Grupos Etários | Distribuição da População por Grupos Etários | Distribuição da População por Grupos Etários | Distribuição da População por Grupos Etários |
| -------------------------------------------- | -------------------------------------------- | -------------------------------------------- | -------------------------------------------- | -------------------------------------------- | -------------------------------------------- | -------------------------------------------- | -------------------------------------------- | -------------------------------------------- | -------------------------------------------- |
| Ano                                          | 0-14 Anos                                    | 15-24 Anos                                   | 25-64 Anos                                   | > 65 Anos                                    |                                              | 0-14 Anos                                    | 15-24 Anos                                   | 25-64 Anos                                   | > 65 Anos                                    |
| 2001                                         | 296                                          | 215                                          | 855                                          | 173                                          |                                              | 19,2%                                        | 14,0%                                        | 55,6%                                        | 11,2%                                        |
| 2011                                         | 319                                          | 189                                          | 997                                          | 253                                          |                                              | 18,1%                                        | 10,8%                                        | 56,7%                                        | 14,4%                                        |